# 아파치 코도바
아파치 코도바(Apache Cordova, 이전 명칭: 폰갭, PhoneGap)는 니토비(Nitobi)가 만들고 어도비 시스템즈가 인수한 모바일 개발 프레임워크이다. 소프트웨어 프로그래머들이 오브젝티브-C처럼 기기에 특화된 언어들 대신 자바스크립트, HTML5, CSS3를 이용하여 모바일 기기를 위한 응용 프로그램들을 만들 수 있게 한다. 응용 프로그램 결과물들은 하이브리드 형태인데, 이는 모든 레이아웃 렌더링이 플랫폼의 네이티브 UI 프레임워크가 아닌 웹 뷰를 통해 수행되며 단지 웹앱일 뿐만 아니라 배포를 위해 패키지화되면서 네이티브 기기 API에 접근할 수 있음을 의미한다. 1.9 버전부터 네이티브 코드와 하이브리드 코드 일부를 자유롭게 섞어서 쓸 수도 있다.
폰갭의 기반이 되는 소프트웨어는 아파치 코도바(Apache Cordova)이다. 이 소프트웨어는 한때 간단히 폰갭(PhoneGap)이라 불리다가 아파치 콜백(Apache Callback)으로 불렸다. 아파치 코도바는 오픈 소스 소프트웨어이다.

## 역사
샌프란시스코의 iPhoneDevCamp 이벤트에서 처음 개발된 폰갭은 오라일리 미디어의 2009 웹 2.0 콘퍼런스의 People's Choice Award를 수상했으며, 이 프레임워크는 수많은 앱을 개발하기 위해 사용되어 왔다. 애플은 이 프레임워크가 새로운 4.0 개발자 라이선스 동의에 변경사항이 있었음에도 불구하고 승인을 확인하였다. 폰갭 프레임워크는 모나카, appMobi, Convertigo, ViziApps, 워크라이트(Worklight)를 모바일 클라이언트 개발 엔진의 백본으로서 여러 모바일 애플리케이션 플랫폼에 사용되고 있다.
2011년 10월 4일 어도비는 공식적으로 니토비 소프트웨어(원 개발사)의 인수를 발표하였다. 이에 부합하여 폰갭 코드는 아파치 코도바라는 이름의 새로운 프로젝트를 시작하기 위해 아파치 소프트웨어 재단에 기여되었다. 이 프로젝트의 원래 이름인 아파치 콜백(Apache Callback)은 너무 일반적인 명칭으로 보였다. 어도비 시스템즈에서 "어도비 폰갭", "어도비 폰갭 빌드"로도 등장한다.
초기 버전의 폰갭은 iOS 앱 개발을 위해 애플 컴퓨터가 필요했고 윈도우 모바일 앱 개발을 위해 윈도우 컴퓨터가 필요했다. 2012년 9월 어도비의 폰갭 빌드 서비스는 프로그래머들이 CSS, HTML, 자바스크립트 소스 코드를 클라우드 컴파일러에 업로드하면 지원되는 모든 플랫폼을 위한 앱을 생성할 수 있게 한다.

## 지원 플랫폼
아파치 고도바는 현재 애플의 iOS, 구글의 안드로이드, LG의 웹OS, 마이크로소프트의 윈도우 폰, 노키아의 심비안 OS, RIM 블랙베리, 타이젠 (SDK 2.x)용 개발을 지원하며, 블랙베리 OS 5, OS 6와 OS 10, 윈도 폰 7과 바다 (삼성 웨이브 S8500이 사용하는 운영 체제) 지원도 이루어지고 있다.아래의 표는 개별 운영 체제에 대한 지원 기능 목록이다.
| 기능        | 아이폰 / 아이폰 3G | 아이폰 3GS 이상 | 안드로이드 1.0 – 4.2 | 윈도우 폰 | 블랙베리 10 및 플레이북 OS | 4.6–4.7 | 5.x–6.0+ | 바다 | 심비안 | 웹OS | 타이젠 |
| ----------- | ------------------ | --------------- | -------------------- | --------- | -------------------------- | ------- | -------- | ---- | ------ | ---- | ------ |
| 가속도계    | 예                 | 예              | 예                   | 예        | 예                         | 빈칸    | 예       | 예   | 예     | 예   | 예     |
| 카메라      | 예                 | 예              | 예                   | 예        | 예                         | 빈칸    | 예       | 예   | 예     | 예   | 예     |
| 나침반      | 빈칸               | 예              | 예                   | 예        | 예                         | 빈칸    | 빈칸     | 예   | 빈칸   | 예   | 예     |
| 연락처      | 예                 | 예              | 예                   | 예        | 예                         | 빈칸    | 예       | 예   | 예     | 빈칸 | 예     |
| 파일        | 예                 | 예              | 예                   | 예        | 예                         | 빈칸    | 예       | 빈칸 | 빈칸   | 빈칸 | 예     |
| 위치 정보   | 예                 | 예              | 예                   | 예        | 예                         | 예      | 예       | 예   | 예     | 예   | 예     |
| 미디어      | 예                 | 예              | 예                   | 예        | 예                         | 빈칸    | 빈칸     | 빈칸 | 빈칸   | 빈칸 | 예     |
| 네트워크    | 예                 | 예              | 예                   | 예        | 예                         | 예      | 예       | 예   | 예     | 예   | 예     |
| 통보 (경고) | 예                 | 예              | 예                   | 예        | 예                         | 예      | 예       | 예   | 예     | 예   | 예     |
| 통보 (소리) | 예                 | 예              | 예                   | 예        | 예                         | 예      | 예       | 예   | 예     | 예   | 예     |
| 통보 (진동) | 예                 | 예              | 예                   | 예        | 예                         | 예      | 예       | 예   | 예     | 예   | 예     |
| 저장        | 예                 | 예              | 예                   | 예        | 예                         | 빈칸    | 예       | 빈칸 | 예     | 예   | 예     |

## 같이 보기
- 모바일 개발 프레임워크
- Cocos2d
- 자마린
- 플러터